# Operazione Užice
Operazione Užice fu il nome della prima operazione di repressione da parte della Wehrmacht delle rivolte nei territori occupati del regno di Jugoslavia durante la seconda guerra mondiale, che ebbe luogo tra il 27 settembre 1941 e il 29 novembre dello stesso anno. L'attacco fu diretto contro la repubblica di Užice, il primo dei territori momentaneamente liberati dai partigiani jugoslavi e per questo la campagna è nota come prima offensiva nemica (Prva neprijateljska ofenziva/ofanziva) nella storiografia jugoslava.
Inizialmente i partigiani e i cetnici affrontarono insieme l'occupante, ma a causa di disaccordi sulla conduzione della resistenza si aprì un fronte interno tra i due movimenti. A fine novembre del 1941 le forze dell'asse avevano disperso le forze dei ribelli e posto fine alla breve vita della repubblica.

## Antefatti

### Repubblica di Užice

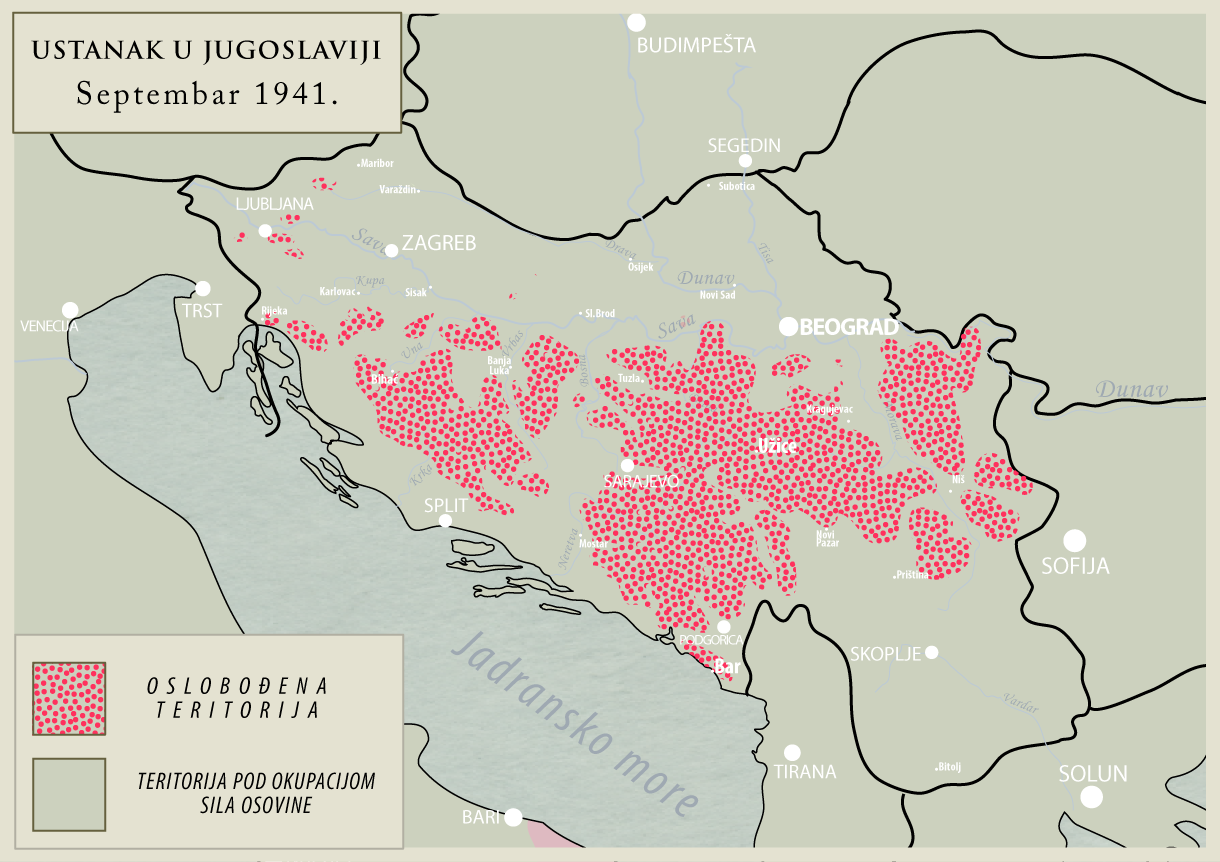
Le zone dove si diffuse la rivolta nella Jugoslavia occupata (settembre 1941).

Al momento dell'invasione della Jugoslavia da parte delle forze dell'asse, i partigiani jugoslavi guidati da Josip Broz Tito organizzarono una rivolta su grande scala nella regione compresa tra Šabac e Užice, nell'area attorno a Krupanj, nel nord-ovest della Serbia. La rivolta, che iniziò il 7 luglio 1941 con l'atto isolato di Žikica Jovanović Španac, riuscì e il territorio dove la sollevazione ebbe luogo si rivelò difendibile e dette origine alla prima di una serie di repubbliche libere ed indipendenti governate dai partigiani, comunemente nota come "repubblica di Užice".
I tedeschi occupanti giudicarono le proprie forze nella regione insufficienti a far fronte alla rivolta, sebbene il comando militare in Serbia avesse già comunicato al OKW che i partigiani non godevano del sostegno dei cetnici, un movimento di resistenza a base etnica serba di stampo monarchico-conservatore, considerato essenziale affinché la rivolta potesse ingrandirsi fino a raggiungere un carattere di massa. Quando il 27 agosto la rivolta si fece più acuta e cominciò a diffondersi in altre aree, i nazisti, che non potevano ricevere ulteriori rinforzi, chiesero quindi alle forze collaborazioniste serbe di reprimere la rivolta.
La sollevazione tuttavia riscosse diversi successi accrescendone allo stesso tempo il supporto popolare, tant'è che i cetnici reputarono vantaggioso unirsi alla rivolta con l'obiettivo di mantenere la leadership della resistenza serba contro l'invasore. Il 12 settembre l'intelligence tedesca riportò che unità di cetnici si erano unite ai partigiani; a tal proposito il politico jugoslavo Miloš Sekulić riportò al governo in esilio che le forze dei cetnici avevano un atteggiamento prevalentemente difensivo, mentre i partigiani portavano avanti vere e proprie azioni di resistenza.
A metà settembre 1941, il comandante Tito e lo stato maggiore dei partigiani si spostarono da Belgrado nella repubblica di Užice, dove furono formati 25 nuovi distaccamenti militari. Il 19 settembre Tito incontrò Draža Mihailović, il leader del movimento dei cetnici, per negoziare un'alleanza, ma le trattative fallirono per la differente strategia comune: Tito era favorevole ad un attacco su larga scala, mentre Mihailović considerava una rivolta generale come prematura e pericolosa, preoccupato per eventuali rappresaglie. Il supporto dei cetnici nel corso della rivolta contro i tedeschi fu quindi limitato: su 5 000-10 000 uomini disponibili solo 3 000 presero parte ai combattimenti.

### Rappresaglie tedesche
Nello stesso periodo, il 16 settembre 1941, il feldmaresciallo Wilhelm Keitel ordinò che per ogni soldato tedesco ucciso dovessero essere giustiziati da 50 a 100 ostaggi. Il comandante tedesco in Serbia Franz Böhme, investito della necessaria autorità da Hitler, ordinò che la direttiva di Keitel venisse applicata in Serbia senza alcuna eccezione o clemenza, e se necessario considerando la popolazione civile alla stregua del nemico.
Inoltre promulgò delle direttive secondo le quali le ripercussioni dovessero essere applicate in caso di attacchi non solo ai soldati tedeschi ma anche nei confronti civili di etnia tedesca, militari bulgari, persone al servizio delle autorità di occupazione e a tutti i membri dell'amministrazione serba collaborazionista. Qualsiasi forma di ribellione doveva essere considerata di matrice comunista; la Serbia fu considerata zona di guerra e diversi villaggi furono bruciati.
Quando dieci soldati tedeschi furono uccisi a Kraljevo nel corso di un attacco congiunto dei partigiani e dei cetnici, 1 700 civili furono fucilati il 20 ottobre. Nelle settimane che seguirono diverse migliaia di civili furono uccisi come rappresaglia contro gli attacchi della resistenza.

## L'offensiva

### Operazioni iniziali
Per porre fine agli attacchi partigiani, la Wehrmacht dispiegò la 113ª e la 342ª divisione di fanteria, oltre a parte della 704ª, 714ª, 717ª e 718ª. Queste erano coadiuvate dal corpo di volontari serbi di Dimitrije Ljotić e dai "cetnici neri" di Kosta Pećanac.
Sin da principio le forze tedesche incontrarono una forte resistenza, soprattutto attorno al monte Rudnik e a Kraljevo. Tra il 21 e il 23 settembre i tedeschi uccisero 7 000 civili a Kragujevac come rappresaglia per la perdita di un soldato.
L'offensiva cominciò il 29 settembre con l'attacco della 342ª divisione ai partigiani sulla strada tra Šabac e Loznica. Contemporaneamente una seconda offensiva, nota come operazione Višegrad, fu lanciata in Bosnia ed Erzegovina, in seguito annessa allo Stato Indipendente di Croazia dopo che la Guardia Interna Croata aveva sconfitto la resistenza partigiana e cetnica nelle zone tra Rogatica e Višegrad. Gli attacchi croati si protrassero per diverse settimane senza un significativo vantaggio da alcuna parte.

### Il fronte interno alla resistenza
All'inizio di ottobre diverse cittadine serbe erano in mano ai partigiani o ai gruppi cetnici. Sebbene spesso in contrasto tra di loro, i due gruppi cominciarono a cooperare e a lanciare azioni comuni fino ad attaccare città più grandi. I comandi erano situati rispettivamente a Užice e Požega, a 15 km di distanza. Tuttavia col passare del tempo emersero i primi contrasti tra i due movimenti che portarono a diverse violazioni degli accordi. Inoltre, mentre tra i partigiani la strategia di attacco contro gli era condivisa e approvata tra i propri membri, tra i cetnici esistevano diverse fazioni; una di queste perseguiva addirittura la sospensione delle ostilità contro i tedeschi e di concentrare le forze contro i partigiani. All'interno del movimento si produsse così una frattura: i gruppi facenti capo a Vlada Zećević e Ratko Martinović si unirono ai partigiani.
Tito e Mihailović si incontrarono nuovamente il 26 (o 27) ottobre 1941 a Brajići vicino Ravna Gora in un ultimo tentativo di consenso, ma raggiunsero un accordo solo su questioni secondarie. Mihailović contestava la proposta di stabilire un comando unico, che avrebbe comportato azioni belliche comuni contro i tedeschi e la formazione di unità comuni di supporto alle truppe e di comitati di liberazione nazionali. Mihailović, d'altronde, non nutriva grandi speranze alla vigilia dell'incontro in quanto il comando cetnico aveva già avviato contatti con il capitano Josef Matl dell' Abwehr (l'intelligence nazista) per un incontro da tenersi il 28 ottobre. Mihailović aveva infatti autorizzato due suoi collaboratori, il colonnello Branislav Pantić e il capitano Nenad Mitrović, a entrare in contatto con il primo ministro serbo Milan Nedić e con il comando tedesco per offrire le proprie forze per combattere le "bande comuniste" nel territorio serbo, chiedendo a tale scopo "5 000 fucili, 350 mitragliatrici leggere e 20 mitragliatrici pesanti".
Dopo più di un mese di mancati accordi e piccole scaramucce tra le due parti, il 1º novembre i cetnici lanciarono un attacco di massa contro i partigiani nella zona di Užice, centro del comando di Tito. In un primo momento i cetnici furono respinti, avendo sottostimato le forze partigiane ed essendo a corto di armi dopo i mancati rifornimenti britannici; il capitano Duane Hudson, l'ufficiale britannico di collegamento in Jugoslavia, aveva informato il comando alleato al Cairo di sospendere i rifornimenti per non fomentare il conflitto tra le due fazioni. Tuttavia le intenzioni di Tito, come quelle di Mihailović, erano di raggiungere una tregua, sebbene entrambi fossero incalzati da alcun idei propri ufficiali ad accelerare le ostilità contro l'altro schieramento; il morale tra i membri dei due movimenti si infiacchì presto a causa di continui cessate il fuoco seguiti da ultimatum e rappresaglie. In un'occasione, dopo un attacco cetnico ai partigiani, i primi si ritrovarono circondati; i partigiani tuttavia permisero loro di fuggire nella speranza che il gesto potesse indurre l'altra fazione e riprendere la lotta contro i tedeschi.

### Spaccature tra i cetnici
Dopo vari tentennamenti Mihailović si convinse che le proprie forze non erano sufficienti a proteggere la popolazione civile dalle rappresaglie naziste. Le pressioni ricevute dai suoi ufficiali accelerarono il distacco dai partigiani; tuttavia, falcidiate da indisciplina e mancanza di armamenti, le sue truppe furono rapidamente decimate dagli scontri sui due fronti.
In una situazione con poche prospettive il colonnello dei cetnici Pantić (uno dei due delegati presso le autorità di occupazione a Belgrado), assieme al tedesco Matl, organizzò un nuovo incontro tra Mihailović e l'Abwehr che si tenne nel villaggio di Divci l'11 novembre. Le condizioni delle trattative sono controverse: secondo alcuni Mihailović offrì di interrompere ogni atto di guerra nelle città e lungo le principali vie di comunicazione ma un accordo non venne mai raggiunto, in quanto i tedeschi chiedevano la resa completa dei cetnici. Le trattative di Mihailović

### Fasi finali della campagna
Nel frattempo le forze tedesche e i loro alleati avanzavano da nord e da est in direzione di Užice. Sotto la pressione dei nemici i partigiani cominciarono a ritirarsi a cominciare dalla seconda metà di novembre. Il 25 novembre i tedeschi lanciarono la fase finale dell'offensiva contro i due gruppi ribelli. Tito e Mihailović si sentirono per telefono per un'ultima volta: Tito affermò che avrebbe resistito difendendo le proprie posizioni, Mihailović comunicò che si sarebbe ritirato. Alla fine, il 29 novembre, i partigiani abbandonarono Užice.
Il 10 dicembre fu posta una taglia sulla cattura di Mihailović, il quale riuscì ad evitarla più volte. Tuttavia, sotto l'impatto dell'offensiva tedesca, decise di mantenere uno staff ridotto e abbandonare la maggior parte delle sue truppe; queste si ritirarono sulle colline di Ravna Gora e subirono gli attacchi tedeschi fino a dicembre.
Entrambi gli avversari dei tedeschi avevano subito perdite ingenti. Tito era stato sorpreso dall'entità della rivolta popolare a tal punto che si era ritrovato a dover gestire combattenti inesperti, molto spesso contadini senza alcun addestramento o esperienza militare, i quali erano riluttanti a spostarsi dalle proprie abitazioni o ad accettare disciplina e autorità. Anche Mihailović dovette far fronte a diversi casi di indisciplina, specie tra i suoi ufficiali; inoltre lamentava mancanza di rifornimenti da parte degli alleati.
Dopo il ritiro da Užice, i partigiani ripararono nel Sangiaccato, nel territorio occupato dagli italiani. Alcuni reparti non riuscirono a fuggire in tempo e furono dispersi o distrutti dai tedeschi. Dopo la ritirata nel Sangiaccato, solo parte di 5 distaccamenti erano presenti in Serbia.